# Scontri di Ağdam del 2005

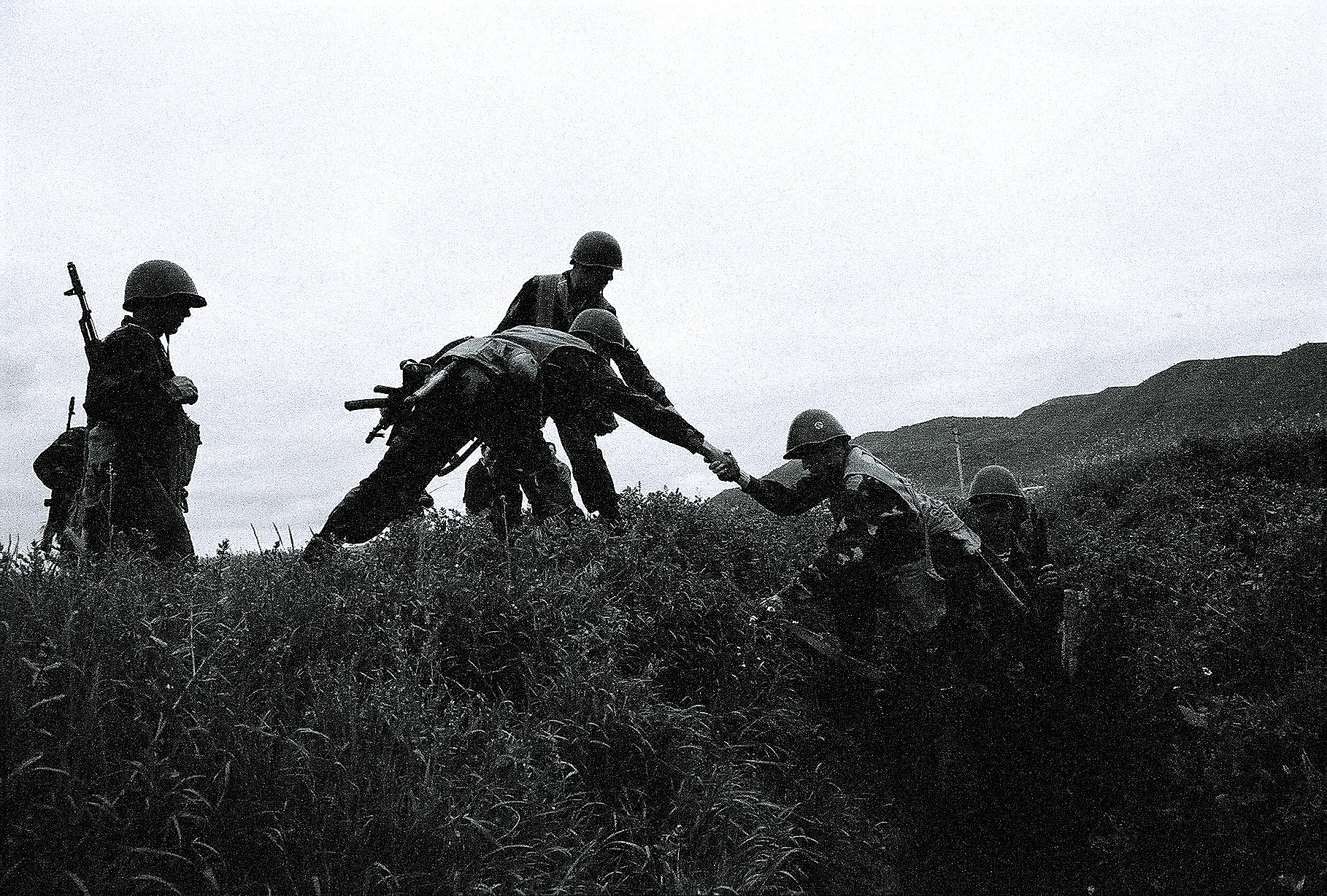
Soldati dell'Esercito di difesa del Nagorno Karabakh nella zona di Ağdam

Gli scontri di Ağdam del 2005  furono una grave violazione del regime di cessate il fuoco avvenuta il 9 marzo 2005 lungo la linea di demarcazione tra Nagorno Karabakh e Azerbaigian.
Gli incidenti vennero preceduti il 7 marzo da altre schermaglie poco più a nord del confine, nei pressi del villaggio disabitato di Seysulan nella regione di Martakert. Due giorni dopo fonti armene riferiscono un tentativo di incursione di soldati azeri lungo la linea di contatto nei pressi della città di Ağdam già teatro durante la prima guerra del Nagorno-Karabakh di violenti combattimenti. Gli azeri riportano invece la violazione della tregua da parte degli armeni.
Altre fonti parlano di un'azione diversiva di penetrazione da parte degli azeri nel territorio della repubblica del Nagorno Karabakh con un bilancio di almeno una decina di vittime.
Nello stesso periodo vengono registrati incidenti di frontiera al confine tra Armenia e Azerbaigian.